# GEFCO

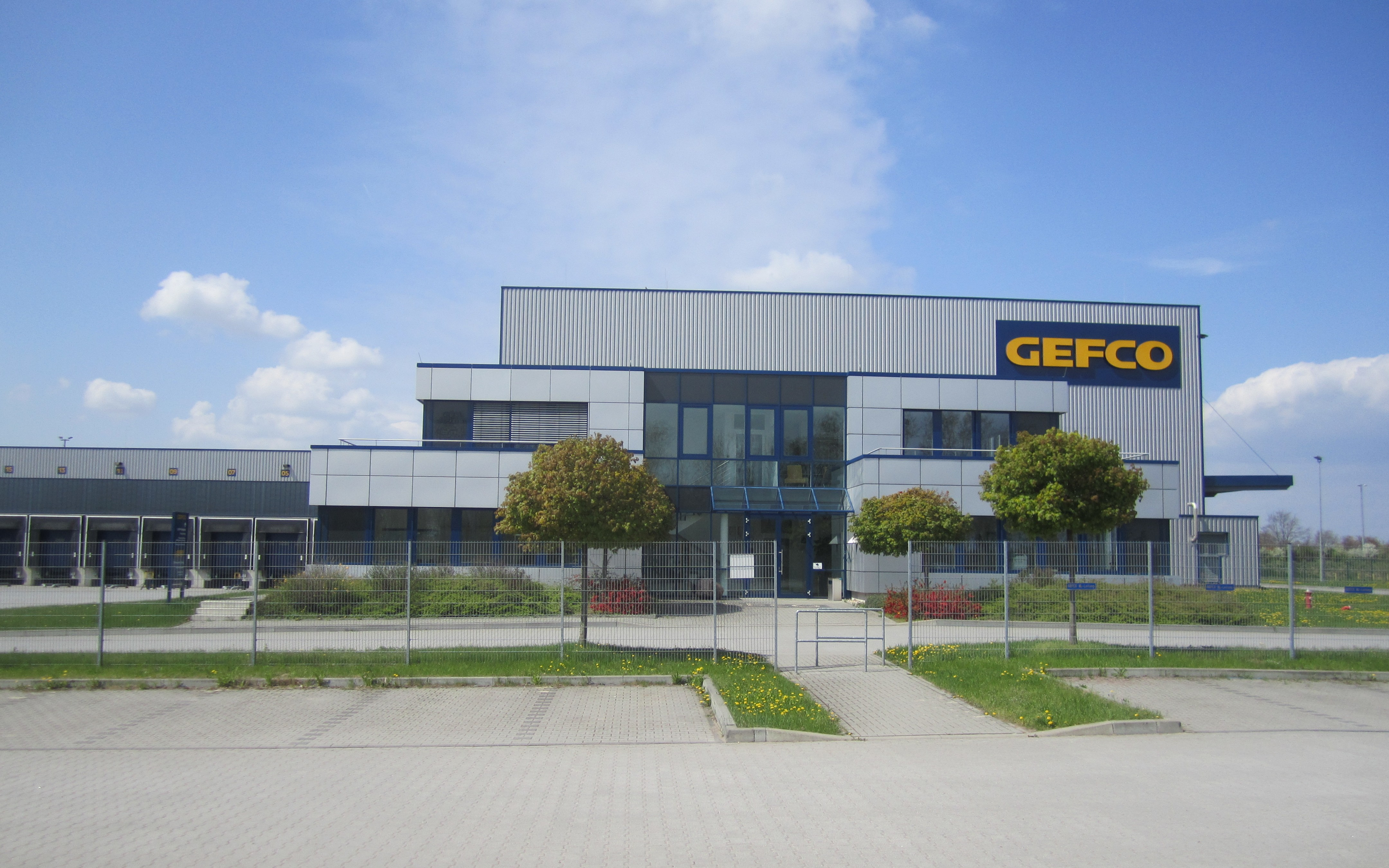
GEFCO-Standort in Großbeeren

GEFCO (ehemals Groupages express de Franche-Comté) ist ein Transport- und Logistik-Unternehmen aus Frankreich, das seit 2022 zu Ceva Logistics gehört.
Das Unternehmen entstand 1949 als Tochter von Peugeot, um Autos aus dem Werk in Sochaux in Franche-Comté ins Forschungszentrum in La Garenne-Colombes zu transportieren. In den 60er-Jahren eröffnete Peugeot ein neues Werk in Mühlhausen, außerdem wurden immer mehr Autoteile an verschiedenen Standorten oder von Zulieferern hergestellt. Damit wurde Gefco immer wichtiger. In den späten 60er- und 70er-Jahren übernahm Gefco mehrere französische Speditionen, gründete 1975 die Fluggesellschaft Air Gefco und 1976 eine erste internationale Tochter in Deutschland.
Nach der Fusion von Peugeot und Citroën zu PSA wurde Citroëns Logistiksparte 1978 mit Gefco verschmolzen. Zusammen mit der Expansion von PSA wuchs auch Gefco zu einem internationalen Konzern. Seit den 1990er-Jahren bot Gefco immer mehr Logistikdienstleistungen an PSA-fremde Unternehmen an und wuchs damit schnell. Unter der Leitung von Louis Defline ab 1998 machte sich das Unternehmen zunehmend von PSA unabhängig. Es erwarb 1999 eine Mehrheit an der KN Elan GmbH & Co. KG, einer deutschen Gesellschaft von Kühne + Nagel, und beteiligte sich an dessen Logistiknetzwerk. Außerdem expandierte es nach Osteuropa. Die Töchter Gefcotour (Geschäftsreisen) und Transauto Stur (Autovermietung) wurden 1999 bzw. 2001 an Carlson Wagonlit und Via Location (heute Groupe Fraikin) verkauft. Anfang des Jahrtausends erwirtschaftete Gefco fast den gesamten Umsatz in Europa.
Um sich zu sanieren, suchte PSA 2012 einen Käufer für Gefco. Nach Gesprächen mit der Russischen Eisenbahn (RŽD) verkaufte PSA im November 75 % der Unternehmensanteile für 800 Mio. Euro.
Die Groupe PSA und GEFCO haben im November 2016 einen Exklusivvertrag unterzeichnet. Dieser beinhaltet die Übertragung der gesamten, weltweiten industriellen Logistik der PSA-Gruppe (inklusive Management und Optimierung) an GEFCO. Der mit 8 Milliarden Euro dotierte Vertrag macht GEFCO damit zum größten Zulieferer der PSA-Gruppe in Europa und zum zweitgrößten weltweit. Er trat am 1. Januar 2017 für die Dauer von fünf Jahren in Kraft. Zum 1. März 2019 hat sich die GEFCO Gruppe dem Systemverbund System Alliance angeschlossen.
Im April 2022 wurde GEFCO von CMA CGM übernommen. Nach der Übernahme wurde GEFCO in das Unternehmen Ceva Logistics integriert, das CMA CGM bereits 2019 übernommen hatte.